# Judit Novák
Judit Novák (Miskolc, 21 aprile 1963) è un'ex cestista ungherese.

## Carriera
Con l'Ungheria ha disputato i Campionati del mondo del 1986 e i Campionati europei del 1989.